# Ленинген (Доња Саксонија)
Ленинген (њем. Löningen) град је у њемачкој савезној држави Доња Саксонија. Једно је од 13 општинских средишта округа Клопенбург. Према процјени из 2010. у граду је живјело 13.196 становника. Посједује регионалну шифру (AGS) 3453011.

## Географски и демографски подаци
Ленинген се налази у савезној држави Доња Саксонија у округу Клопенбург. Град се налази на надморској висини од 24 метра. Површина општине износи 143,2 km². У самом граду је, према процјени из 2010. године, живјело 13.196 становника. Просјечна густина становништва износи 92 становника/km².